# とっておきの音楽祭
とっておきの音楽祭（とっておきのおんがくさい）とは、音楽を媒介としてバリアフリーを目指す音楽祭。2001年（平成13年）に宮城県仙台市で始まった。

## 概要
障害のある人もない人も一緒に音楽を楽しみながら心のバリアフリーを目指すことを趣旨に開催される無料の街角コンサートである。
最大のイベントは、例年6月初旬に仙台市都心部に複数のステージを設けて開催される「とっておきの音楽祭」である。現在は、勾当台公園をメイン会場に、定禅寺通り、一番町アーケード、仙台PARCO（仙台駅前）などに約30のステージを設けるようになり、宮城県外からも参加者や聴衆が集まって、観客数20万人程度の大規模イベントとなった。当日のボランティア数は400-500人。音楽は聴覚を中心とする芸術であるが、当祭では約50人の手話通訳が各ステージに数人ずつ配置され、聴覚障害者のバリアフリーも目指している。
このような無料の屋外街角コンサートは、1991年（平成3年）から開催されている定禅寺ストリートジャズフェスティバル (JSF) のフォーマットに倣ったものである。ただしJSFとは異なり、屋外での参加が難しい障害者に配慮して、JSFにはない屋内会場が公式に付加されている。また、会場に来られない障害者が応募した歌詞に曲を付けた歌を会場で披露し、間接的に参加してもらう試みも行われている。
この年1回の仙台での屋内外コンサートにならったイベントが、日本各地で開催されている。また、仙台においては、初夏の民間主催「とっておきの音楽祭」、秋の市主催「ウェルフェア」というノーマライゼーション文化イベントの双璧が形成されている。

## 沿革
第35代アメリカ合衆国大統領となったジョン・F・ケネディ（JFK、第2子/次男）の妹であるローズマリー（第3子/長女）に知的障害があったこともあり、ケネディ家（JFKの世代は四男五女の9子）は障害者の支援活動に様々関わっている。1960年代には、JFKの妹のユーニス（第5子/三女）が関わってスペシャルオリンピックスが立ち上げられ、1974年（昭和49年）からは、JFKの妹のジーン（第8子/五女）が障害者の芸術活動を推進する「Very Special Arts」(VSA) 活動を始めた。1989年（平成元年）6月には、アメリカ合衆国・ワシントンD.C.において、VSAによって国際的な障害者芸術祭「Very Special Arts Festival」(VSAF) が初めて開催された。以来、世界各地で同様のイベントが開催されている。
1992年（平成4年）3月、VSAF に倣って「とっておきの芸術祭」が日本初の障害者芸術祭として大阪府で開催され、参加15ヶ国、出演・出品1,500点、延べ入場者2万8千人に及ぶ大盛況となった。同年4月には、「国連・障害者の十年」（1983年-1992年）に続く取り組みとして「アジア太平洋障害者の十年」（1993年-2002年）が日本などの共同提案により国連アジア太平洋経済社会委員会 (UNESCAP) にて採択された。以来、日本各地で「とっておきの芸術祭 in ○○」と称する同様のイベントが開催されている。なお、「Very Special」を「とっておきの」に和訳したのは城みさを（大阪府堺市）らによるとされる。
1993年（平成5年）11月21日、福祉政策を専門分野とする浅野史郎が宮城県知事に就任（2005年11月20日まで在任）すると、宮城県でも1995年度（平成7年度）から2000年度（平成12年度）まで広域圏ごとに「とっておきの芸術祭」が開催された
2001年（平成13年）は第56回国民体育大会「新世紀・みやぎ国体」が宮城県で開催されることになっていたが、同年に第1回全国障害者スポーツ大会「翔く・新世紀みやぎ大会」も宮城県で開催されることが決まり、また、2001年（平成13年）より仙台ハーフマラソン（現・仙台国際ハーフマラソン）において車いすの部も開催されることになった。これを機に、開催前年の2000年（平成12年）に「とっておきの音楽祭実行委員会SENDAI」が設立された。
2001年（平成13年）10月、「翔く・新世紀みやぎ大会」と同時期に実行委員会が主催して、仙台市都心部の勾当台公園をメイン会場に、定禅寺通りや一番町アーケードに複数のステージを設け、無料の街角コンサートである「とっておきの音楽祭」が初開催された。音楽祭はこの1回限りの予定であったが、予想以上に好評だったことから引き続き毎年開催されるようになった。また、仙台市および仙台市障害者福祉協会が主催して仙台市福祉プラザで開催してきた、障害者の音楽・芸術全般の福祉まつり「ウェルフェア」も、2002年（平成14年）から勾当台公園および一番町四丁目買物公園（アーケード）において10月初旬に屋外開催されるようになった。
このようなノーマライゼーションイベントの広がりの一方で、県から実行委員会への補助金は、初年度の1280万円から次年度には年間300万円に減額され、イベントを開催するために毎年資金面で苦慮することになる。このため、企業・団体からの協賛金や広告収入、および、1人あたり1,000円の参加費（2014年から1,500円）などで運営資金を得て、400-500人に及ぶボランティアに支えられて開催されている。
実行委員会は平行して、2002年（平成14年）から「とっておきの音楽祭キャラバン」と称して宮城県各地の地元イベントに出張参加を始めた。2003年（平成15年）からは、各地に設立された実行委員会が主催して、「とっておきの音楽祭 in ○○」と称する、仙台と同様のフォーマットの音楽祭が開かれるようになった。2004年（平成16年）7月からは、コミュニティFMのラジオ3でレギュラー番組「とっておきの音楽祭ラジオキャラバン」を放送開始した。なお、2004年10月には全国障害者技能競技大会（アビリンピック）が宮城県などの主催で仙台市で開催されている。
2005年（平成17年）6月にはNPO法人オハイエ・プロダクツ（日本初のNPO法人の音楽出版社）を設立し、さらに多角化が進む。2006年（平成18年）6月には「MUSIC BREAKS BARRIERS!」とのCDをプライベートレーベル「オハイエレコーズ」から発売し、2007年（平成19年）5月には音楽祭のドキュメンタリー映画「オハイエ!」を自主制作した。なお、2002年（平成14年）4月に「音楽でバリアを打ち壊せ」（岩波ジュニア新書）も出版している。また、2009年（平成21年）4月25日には熊本県熊本市に市民団体「オハイエ くまもと」も設立された（特別顧問は、スペシャルオリンピックス日本の理事である浅野史郎前宮城県知事）。
現在、仙台の実行委員会は、年1回の仙台での街角音楽祭「とっておきの音楽祭」、出張参加の「とっておきの音楽祭キャラバン」、FMラジオ番組「とっておきの音楽祭ラジオキャラバン」、および、自主制作映画「オハイエ!」の日本各地での上映会を柱に、通年で活動している。他方、各地の実行委員会は、その都市で開催される「とっておきの音楽祭 in ○○」を主催している。

### とっておきの音楽祭
仙台の実行委員会が主催して、年1回、仙台市都心部各地の街角屋内外会場で開催している音楽祭。キャッチコピーは「みんなちがって みんないい」（金子みすゞ「私と小鳥と鈴と」の一節）。メイン会場は勾当台公園で、他に定禅寺通り、せんだいメディアテーク、一番町アーケード、仙台PARCO（仙台駅前）などにステージが設けられる。
運営側参加者は、第9回（2009年）を例に取ると合計約570名。内訳は、実行委員55名、音響などのプロ約55名、手話通訳56名、一般ボランティア402名（うち学生346名）
開催日は、第1回が全国障害者スポーツ大会「翔く・新世紀みやぎ大会」（10月27日〜29日）の日程も考慮して10月であった。第3回以降は、梅雨入り前の時期である6月の第1日曜日に開催している。2014年（平成26年）から参加費が1,000円から1,500円に値上げされ、出演者が約1割減少した。
| 回 | 年     | 月日    | 参加   | 参加    | ステージ      | 出店ブース | 出店ブース | 出店ブース | 観客数 （概数延べ） |
| 回 | 年     | 月日    | バンド | 人数    | 合計（外/内） | 飲食       | 授産所     | 蚤の市     | 観客数 （概数延べ） |
| -- | ------ | ------- | ------ | ------- | ------------- | ---------- | ---------- | ---------- | ------------------- |
| 1  | 2001年 | 10月8日 | 133    | 1,300人 | 13 (10/3)     | 10         | 8          | 120        | 04.5万人            |
| 2  | 2002年 | 9月22日 | 145    | 1,300人 | 12 (11/1)     | 10         | 10         | 80         | 05.5万人            |
| 3  | 2003年 | 6月1日  | 171    | 1,750人 | 15 (13/2)     | 10         | 11         | 40         | 06万人              |
| 4  | 2004年 | 6月6日  | 195    | 1,600人 | 19 (17/2)     | 10         | 12         | 90         | 09万人              |
| 5  | 2005年 | 6月5日  | 176    | 1,400人 | 19 (18/1)     | 18         | 12         | 90         | 11万人              |
| 6  | 2006年 | 6月4日  | 196    | 1,500人 | 23 (21/2)     | 18         | 11         | 52         | 14万人              |
| 7  | 2007年 | 6月3日  | 223    | 1,700人 | 23 (21/2)     | 18         | 11         | 49         | 17万人              |
| 8  | 2008年 | 6月1日  | 246    | 1,800人 | 26 (24/2)     | 18         | 10         | 55         | 19万人              |
| 9  | 2009年 | 6月7日  | 226    | 1,850人 | 22 (20/2)     | 18         | 11         | 71         | 21万人              |
| 10 | 2010年 | 6月6日  | 248    | 2,000人 | 24 (23/1)     | 16         | 11         | 67         | 22万人              |
| 11 | 2011年 | 6月5日  | 286    | 3,000人 | 30            | 16         | 12         | 66         | 24万人              |
| 12 | 2012年 | 6月3日  | 286    | 3,000人 | 28            | 15         | 20         | 60         | 25万人              |
| 13 | 2013年 | 6月2日  | 321    | 3,000人 | 30            | 8          | 16         | 60         | 25万人              |
| 14 | 2014年 | 6月1日  | 324    | 2,700人 | 30            |            |            |            | 25万人              |
| 14 | 2015年 | 6月7日  | 320    | 2,600人 | 28            |            |            |            | 26万人              |
| 14 | 2016年 | 6月5日  | 340    | 2,600人 | 29            |            |            |            | 26万人              |

### とっておきの音楽祭スペシャル
仙台の実行委員会が主催して、「とっておきの音楽祭」とは別の時期に、仙台市内の屋内ホールで行われるコンサートは「とっておきの音楽祭スペシャル」と呼称される。2005年6月のオハイエ・プロダクツ設立後は行われていない。
- 2002年（平成14年）7月30日 宮城県民会館
- 2003年（平成15年）11月26日 イズミティ21
- 2004年（平成16年）10月16日 accel（「アビリンピックみやぎ」において）

### とっておきの音楽祭 in ○○
各地の実行委員会が主催して、「とっておきの音楽祭」と同じフォーマットで仙台以外で開催される屋内外のコンサートは「とっておきの音楽祭 in ○○」と呼称する。「○○」には、既存のイベントと同時開催の場合はその名称、単独開催の場合は開催都市名が入る。
各地の実行委員会はお互いの音楽祭に協力しているため、各音楽祭に参加出来るよう同じ日には開催されない。近年は、6月開催の仙台の「とっておきの音楽祭」、8月以降開催の各地の「とっておきの音楽祭 in ○○」というように日程が整理されてきている。
とっておきの音楽祭inあきた実行委員会が主催して、2003年（平成15年）から開催されている。当初はイオン秋田ショッピングセンターで開催されていたが、2005年（平成17年）からは、アルヴェきらめき広場で開催されている。
とっておきの音楽祭inくりはら実行委員会が主催して、2003年から栗原市を構成する旧町を巡回する形で毎年開催されている。2008年は9月28日開催の予定であったが、岩手・宮城内陸地震が発生したため、日程を延期した。
とっておきの音楽祭あいづ実行委員会が主催して、会津若松市で毎年行われている「環境フェスタ」に参加する形で2003年に始まる。仙台のとっておきの音楽祭に参加しながら、2005年にプレイベントを単独開催し、単独の音楽祭は2005年と2006年に行った。
とっておきの音楽祭in東まつしま実行委員会が主催して、2005年から開催している。会場は、JR仙石線・矢本駅近く。
とっておきの音楽祭inやまがた実行委員会が主催して、2006年にプレイベントを行い、同年から毎年単独の音楽祭を文翔館や七日町商店街で続けている。近年は秋分の日頃に開催している。
あきいち2009に合わせて初開催。
とっておきの音楽祭inひらかた実行委員会が主催して、2014年に初開催。
オハイエくまもとが主催して、2010年に初開催。
とっておきの音楽祭in名古屋実行委員会が主催して、2021年に初開催。
初開催から24時間テレビや夕方の情報番組で取り上げられた。

## 受賞など
- 2006年（平成18年）、「いきいき青葉区推進協議会表彰[14]」受賞
- 2006年（平成18年）12月、平成18年度バリアフリー化推進功労者表彰「内閣府特命担当大臣表彰[15]」受賞
- 2007年（平成19年）11月、第3回日本イベント大賞「大賞[16]」および「社会貢献部門賞[17]」を受賞

賞とは異なるが、実教出版「現代社会資料集」にも当イベントは紹介されたことがある。

## メディア
レギュラー番組
- 「とっておきの音楽祭ラジオキャラバン」（ラジオ3 第1,2週(2週は再放送)水曜13:00-13:00。2004年7月〜）

特別番組（2008年（平成20年）の例）
- 「とっておきの音楽祭」直前スペシャル（5月31日12:00 - 13:00。ラジオ3）
- 「とっておきの音楽祭」生放送（6月1日11:ラジオ3）
- 「とっておきの音楽祭」生放送（6月1日11:15 - 19:00。ラジオ3）

11:15 - 16:30 会場の勾当台公園・滝前サテライトスタジオから生中継。
16:30 - 17:30 ラジオ3第1スタジオから生放送。
17:30 - 19:00 会場の勾当台公園・市民広場でのフィナーレの模様を生中継。